# Louis Stoop
Petrus Ludovicus „Louis” Stoop (ur. 11 maja 1896 w Borgerhout, zm. 6 listopada 1970 w Boechout) – belgijski gimnastyk, medalista olimpijski.
W 1920 r. reprezentował barwy Belgii na letnich igrzyskach olimpijskich w Antwerpii, zdobywając srebrny medal w wieloboju drużynowym. 